# Emily Swallow

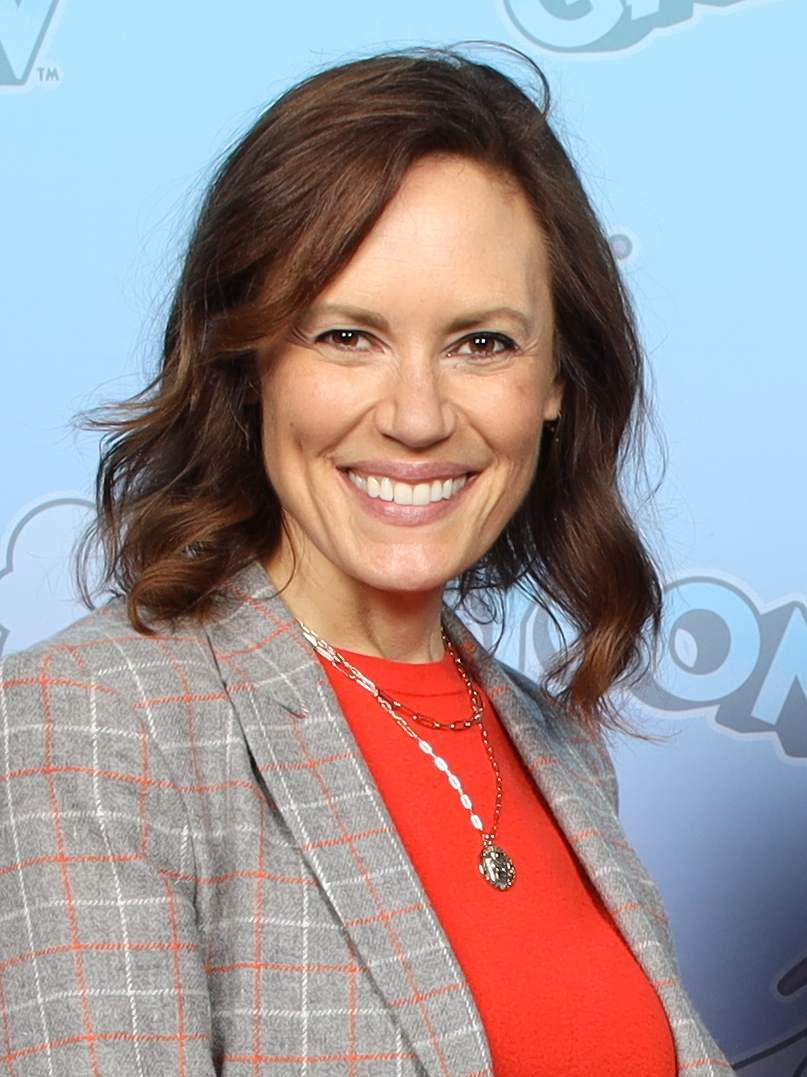
Emily Swallow, 2024

Emily Rebecca Swallow (* 18. Dezember 1979 in Jacksonville, Florida) ist eine US-amerikanische Schauspielerin.

## Leben und Karriere
Emily Swallow wuchs in Jacksonville auf. Nach ihrem Bachelor-Abschluss an der University of Virginia studierte sie Schauspiel an der Tisch School of the Arts in New York City.
Sie startete ihre Karriere am Broadway, wo sie in mehreren Produktionen mitwirkte, darunter auch König Lear, Ein Sommernachtstraum, Der Widerspenstigen Zähmung und Viel Lärm um nichts von William Shakespeare sowie Die Katze auf dem heißen Blechdach von Tennessee Williams.
Ihre erste Fernsehrolle bekam sie in einer Episode der US-amerikanischen Seifenoper Springfield Story. Danach folgten weitere Gastauftritte in anderen US-Serien wie Medium – Nichts bleibt verborgen, Navy CIS, Good Wife und Rizzoli & Isles. Im Jahr 2013 bekam sie schließlich erst eine Hauptrolle in der nach einer Staffel eingestellten Serie Monday Mornings (als Dr. Michelle Robidaux) und in The Mentalist (als Agent Kim Fischer). Letztere Serie verließ sie bereits nach einer halben Staffel.

## Filmografie (Auswahl)
- 2006: Springfield Story (The Guiding Light, Fernsehserie, eine Folge)
- 2007: Jericho – Der Anschlag (Jericho, Fernsehserie, Folge 1x22)
- 2007: Flight of the Conchords (Fernsehserie, Folge 1x09)
- 2007: Journeyman – Der Zeitspringer (Journeyman, Fernsehserie, Folge 1x12)
- 2008: The Lucky Ones
- 2009: Medium – Nichts bleibt verborgen (Medium, Fernsehserie, Folge 6x07)
- 2009: Navy CIS (NCIS, Fernsehserie, Folge 7x09)
- 2009–2010: Southland (Fernsehserie, fünf Folgen)
- 2010: The Odds (Fernsehfilm)
- 2011: Ringer (Fernsehserie, drei Folgen)
- 2011: Good Wife (The Good Wife, Fernsehserie, Folge 3x02)
- 2013: Monday Mornings (Fernsehserie, zehn Folgen)
- 2013: Rizzoli & Isles (Fernsehserie, Folge 4x10)
- 2013–2014: The Mentalist (Fernsehserie, 14 Folgen)
- 2015: Beauty and the Beast (Fernsehserie, Folge 3x04)
- 2015: Girlfriends’ Guide to Divorce (Fernsehserie, zwei Folgen)
- 2015–2016, 2019–2020: Supernatural (Fernsehserie, zwölf Folgen)
- 2016: How to Get Away with Murder (Fernsehserie, drei Folgen)
- 2017: The Games We Play (Kurzfilm)
- 2017: Man with a Plan (Fernsehserie, Folge 1x17)
- 2017–2021: Castlevania (Fernsehserie, vier Folgen, Stimme)
- 2018: Forget Me Not (Kurzfilm)
- 2018: Timeless (Fernsehserie, Folge 2x04)
- 2018: Dealbreakers (Fernsehserie, Folge 1x07)
- 2019, 2023: The Mandalorian (Fernsehserie, sieben Folgen)
- 2019: Bull (Fernsehserie, Folge 3x20)
- 2019: Elementary (Fernsehserie, Folge 7x07)
- 2019: Instinct (Fernsehserie, Folge 2x11)
- 2019–2021: SEAL Team (Fernsehserie, 15 Folgen)
- 2020: Haunting of the Mary Celeste
- 2021: Das Buch von Boba Fett (Fernsehserie, Folge 1x05)
- 2023: S.W.A.T. (Fernsehserie, Folge 6x10)